# Pagode (Efteling)
Pour les articles homonymes, voir Pagode (homonymie).
La Pagode est une attraction dans le parc d'attractions néerlandais Efteling à Kaatsheuvel.

## Histoire
Ouverte le 28 mai 1987, cette tour d'observation thaïlandaise a pris son premier envol le jour de l'Ascension. La Pagode a été développée par la société Intamin, qui a également construit le Circuit de Bob, Piraña et Pegasus.
Surnommée par Efteling Temple Volant, la Pagode est située dans la section Reizenrijk du parc. Appelé en français « Royaume du Voyage » ou encore « Royaume de l'Aventure », il se trouve dans la partie septentrionale du parc. Cette partie est celle des voyages : autour du monde, dans les airs, dans le noir ou sur l'eau. Initialement, la Pagode devait être bâtie de l'autre côté du Lac Ornemental (Siervijver). L'origine de ce changement est le suivant : en conduisant, les usagers de la route voisine auraient pu dévier leur trajectoire en fixant l'attraction. 
Pendant les premières années d'exploitation, l'attraction se nommait Pagoda. Étymologiquement, Pagoda se traduit par tombeau en thaï (ธาตุเจดีย). Préoccupé pour ne pas déranger une nation entière, comme avec Fata Morgana, Efteling choisit le mot néerlandais « Pagode » pour désigner l'attraction.
Le 21 octobre 2007, Johan Vervoort, un base jumper de 35 ans sauta sans aucune autorisation de la Pagode avec son parachute,. Il fut condamné à 500 € d'amende pour infractions aux règles relatives au transport aérien.

## L'attraction
Le public prend place dans un temple thaïlandais qui effectue des rotations à 360° dans le sens des aiguilles d'une montre une fois mis en mouvement. Grâce à un bras hydraulique s'élevant à 95° et d'un contrepoids à 10 mètres de profondeur, un maximum de 120 visiteurs est élevé à 45 mètres du sol tandis que le point culminant atteint 60 mètres. Le public peut apercevoir tout le parc ainsi que les villes de Tilbourg et Waalwijk.
La Pagode est le point culminant du parc. La nouvelle entrée du parc, la majestueuse Maison des Cinq Sens avec ses 45 mètres de haut, se trouve au même niveau que les visiteurs de la Pagode depuis 1995.
Le modèle de cette attraction s'appelle Flying Island. En 2000, l'autre modèle européen ouvrit à Gardaland et fut simplement nommé Flying Island.

## Atmosphère

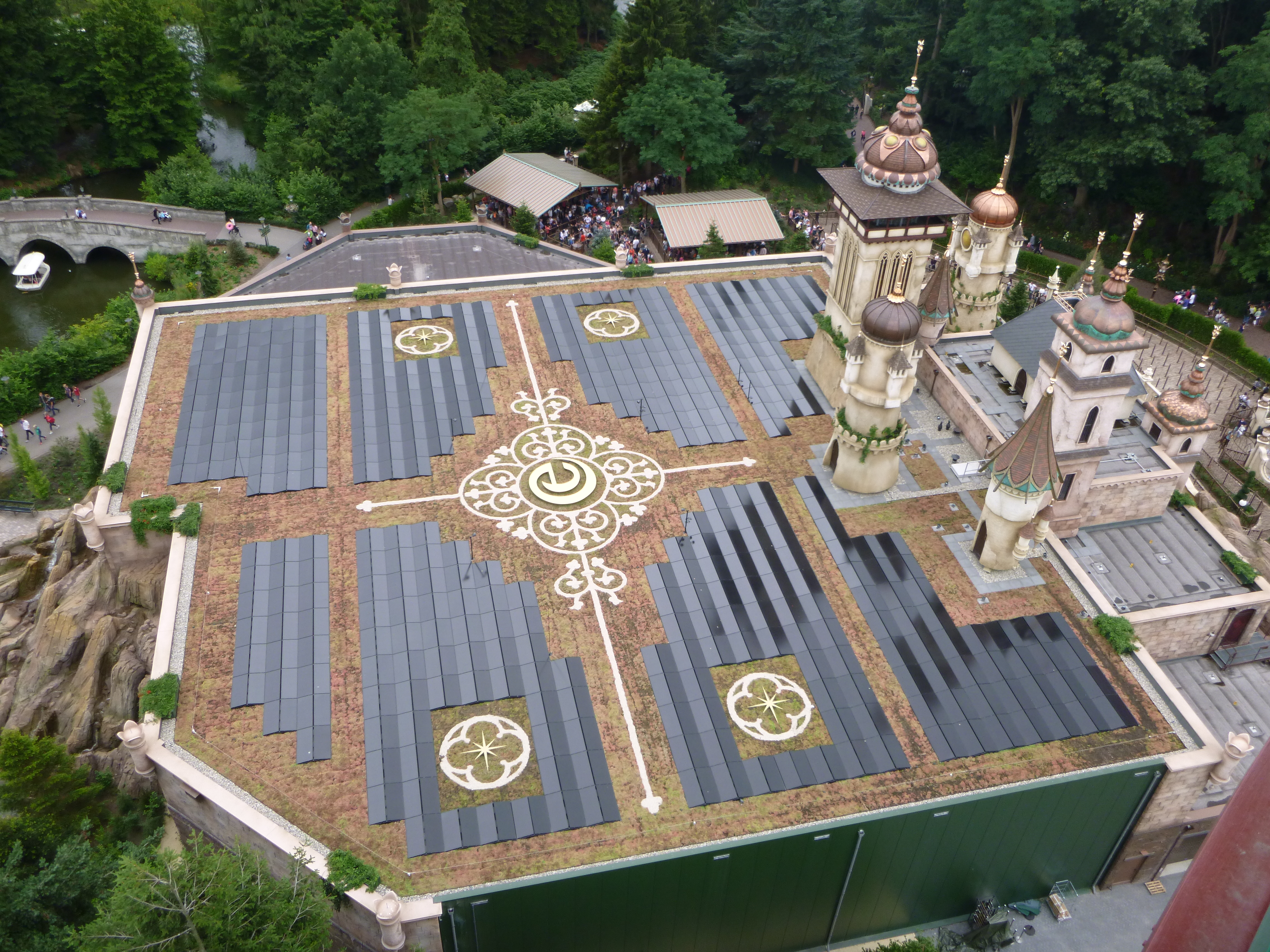
Symbolica au pied de la Pagode

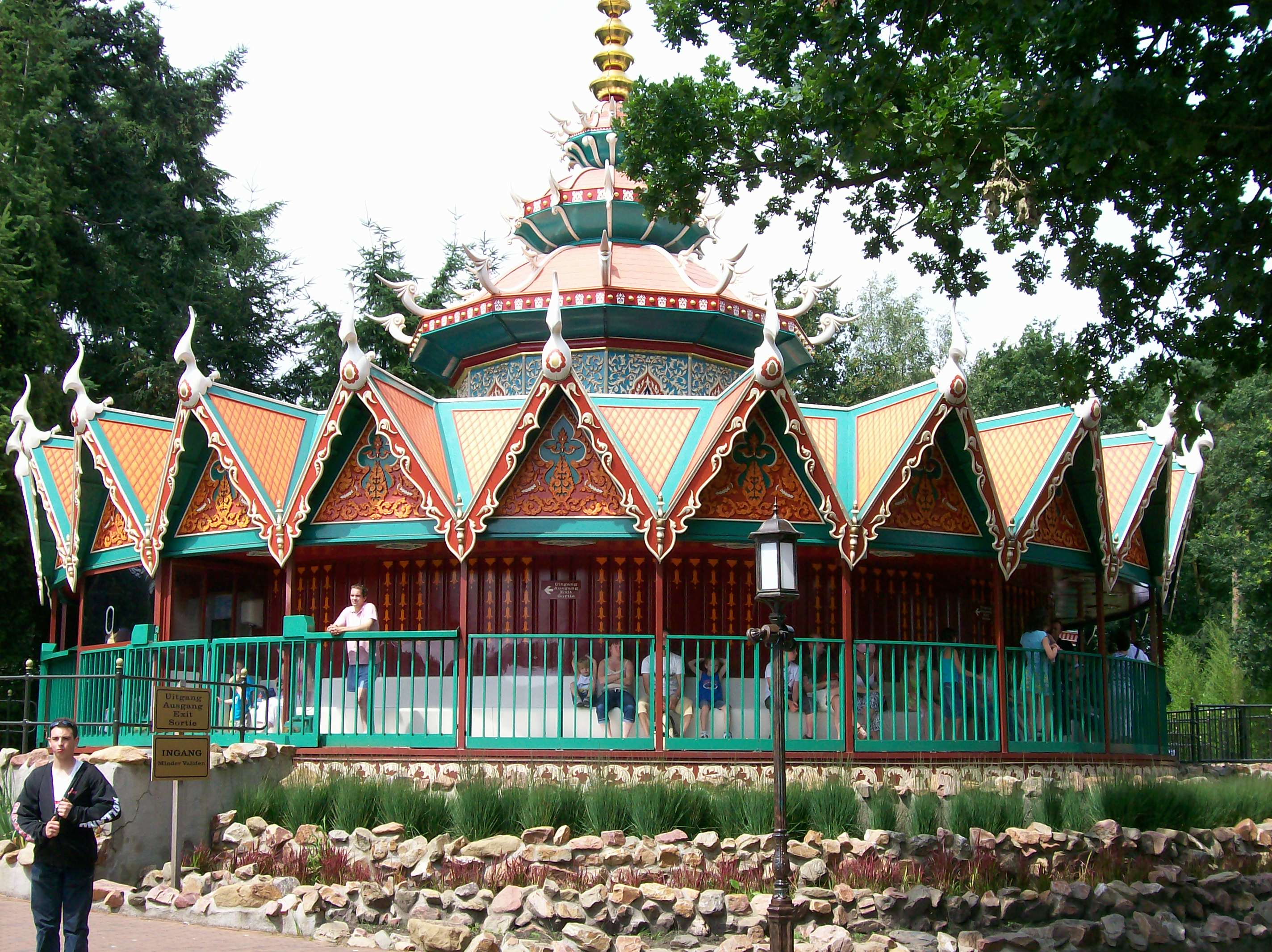
La Pagode au sol

Le « temple » a un style thaïlandais. L'attraction doit son design au créatif Ton van de Ven. Il a conçu entre autres le Vol de rêve, Fata Morgana, Villa Volta, Vogel Rok, le Peuple des Lavanors, le Château Hanté, Gondoletta, De Halve Maen.
Juste à côté de l'attraction, un petit stand de restauration qui existe depuis 1983 fut converti en Toko Pagode. Ce nouveau stand sert de la cuisine orientale et récemment, sa terrasse a été rénovée et agrandie vers le Lac Ornemental sur lequel voguent les Gondolettas.

## Données techniques
- Poids du contrepoids : 340 tonnes
- Poids total de l'attraction : 650 tonnes
- Diamètre de la nacelle : 17 mètres
- Hauteur totale : 60 mètres
- Hauteur de la nacelle : 15 mètres
- Superficie au sol : 63 x 17 mètres
- Vitesse d'élévation : 1 m/s ou 3,6 km/h
- Vitesse de rotation : 0,33 tour par minute
- Durée de l'attraction : 5 minutes
- Capacité : 1 400 personnes par heure (selon Intamin)
- Capacité : 900 personnes par heure (appliqué par Efteling)
- Vitesse du vent tolérée : 7 beauforts (selon Intamin)
- Vitesse du vent tolérée : 5 beauforts (appliqué par Efteling)
- Longueur vérins hydrauliques : 11 mètres
- Puissance : 220 kW
- Coût : 3,6 millions d'euros[7]